# Messe in C-Dur KV 337
Die Messe in C-Dur KV 337 ist eine Messe von Wolfgang Amadeus Mozart. Es handelt sich dabei um Mozarts letzte vollständige Messvertonung.
Obwohl die Messe auch unter dem (nicht originalen) Beinamen Missa solemnis bekannt ist, weist sie nur durch die festliche Orchesterbesetzung Ähnlichkeiten mit der Gattung der Missa solemnis auf. Aufgrund der knappen und konzentrierten Anlage ist sie ansonsten eher als Missa brevis zu charakterisieren. Im Autograph der Partitur ist sie auf März 1780 datiert. Dem Titel einer nicht autographen Stimmenabschrift aus Eisenstadt (ca. 1790/95) folgend, wird die Messe gelegentlich auch mit dem (ebenfalls nicht originalen) Beinamen Missa aulica („fürstliche Messe“) bezeichnet.

## Besetzung
- Solisten: Sopran, Alt, Tenor, Bass
- gemischter Chor (SATB)
- Orchester: 2 Oboen, 2 Fagotte, 2 Trompeten, 3 Posaunen, Streicher (ohne Bratschen), Pauken, Orgel

Die Aufführungsdauer beträgt ca. 25 Minuten.

## Werkaufbau
- Kyrie: Andante
- Gloria: Allegro molto
- Credo: Allegro vivace
- Sanctus: Adagio – Allegro non troppo
- Benedictus: Allegro non troppo
- Agnus Dei: Andante sostenuto – Allegro assai

## Werkbeschreibung
Gegenüber der ein Jahr früher entstandenen Krönungsmesse KV 317, in deren Schatten das Werk zu Unrecht steht, weist die Messe KV 337 eine strengere kirchenmusikalisch-liturgische Haltung, aber einen durchaus vergleichbaren Einfallsreichtum auf.
Das knappe, getragene Kyrie löst sich von der traditionellen, vom Text bedingten Dreiteiligkeit. Das formal straffe Gloria lehnt sich an das Sonatensatzschema an, das Credo an das Ritornellprinzip. Das Benedictus ist eine strenge Fuge, die einzige in Mozarts Salzburger Messen. Mit dem Agnus Dei, einer Arie für Solo-Sopran, wandelt sich der Stil zu einer poetischen Anmutigkeit, die deutlich über den Rahmen einer Missa brevis hinausgeht.

## Fragmentarische erste Credo-Vertonung und deren Vervollständigung
Im Autograph findet sich nach dem Gloria eine 136 Takte lange, bis zu den Worten „non erit finis“ reichende Vertonung. Unbekannt ist, warum Mozart dieses Credo nicht weiterschrieb, sondern auf der nächsten Seite eine neue Komposition begann. Verschiedentlich wird als Grund ein Lapsus im Text angeführt: Mozart vergaß die Worte „sub Pontio Pilato“ zu vertonen. Dr. Murl Sickbert vervollständigte in den Jahren 1989 und 2003 das Fragment und brachte es 2006 an der Hardin-Simmons University zur Aufführung.